# اسکندر سلطان

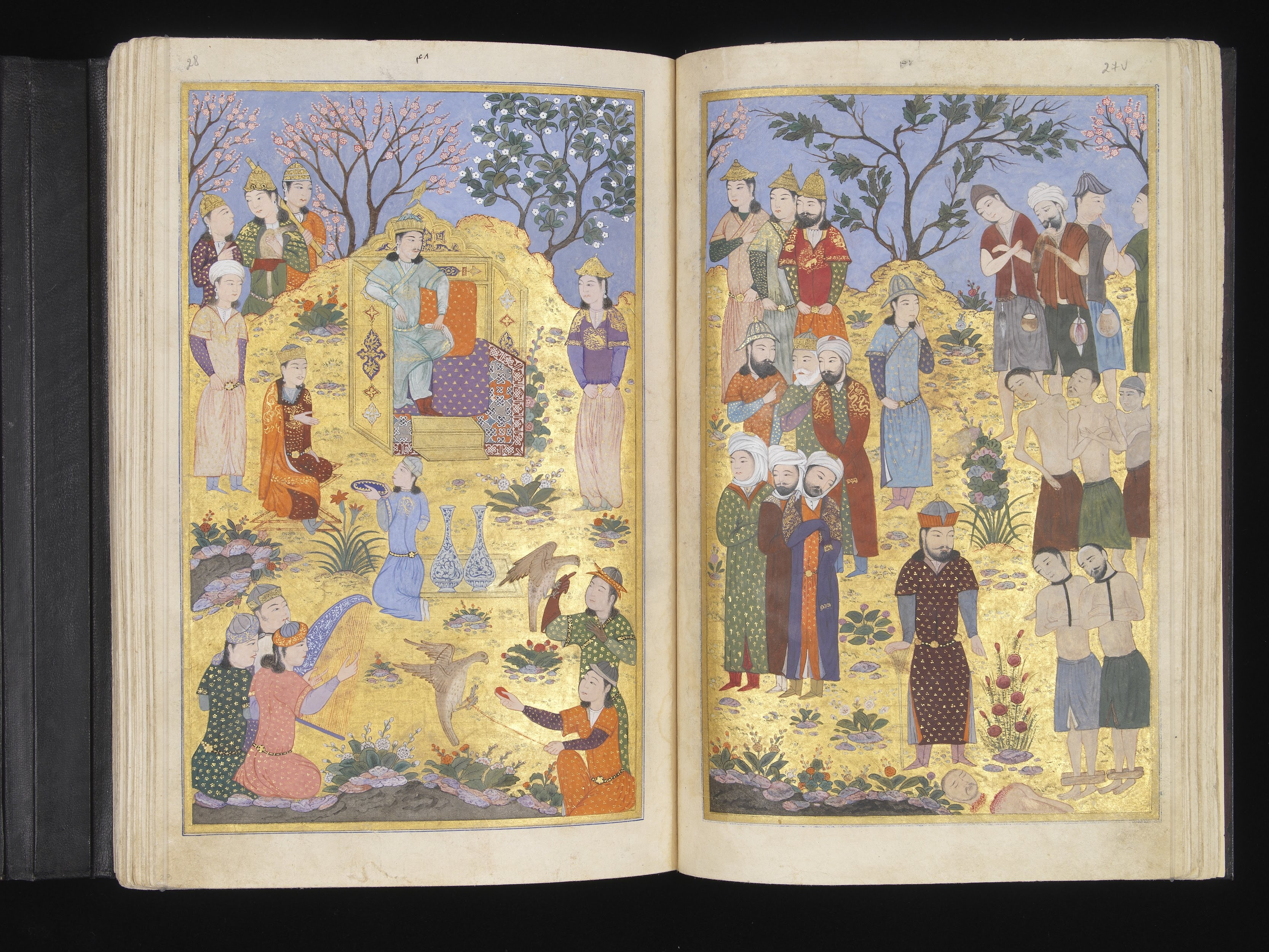
دو صفحه از گلچین سلطان اسکندر، به سفارش اسکندر از حکومتش در شیراز. 1410-1411. موزه کالوست گلبنکیان

اسکندر سلطان یا اسکندر میرزا (۱۳۸۴–۱۴۱۵ م) از اعضای سلسله تیموریان و نوه بنیانگذار آن، تیمور فاتح آسیای مرکزی بود. اسکندر از جمله شاهزادگانی بود که پس از مرگ تیمور تلاش کرد تا تاج و تخت را تصاحب کند. او یک فرمانروای برجسته شد و به دلیل علاقه شدیدش به فرهنگ و یادگیری مشهور بود. او توسط عمویش شاهرخ شکست خورد و بعداً در جریان یک شورش اعدام شد.

## زمینه
اسکندر در ۲۵ آوریل ۱۳۸۴ میلادی متولد شد و دومین پسر عمر شیخ میرزا اول از همسرش شاهزاده مغول ملکه آقا بود. پدرش بزرگ‌ترین پسر از چهار پسر تیمور و مادرش، دختر خضر خواجه (خان مغولستان) بود.